# Trans,policis-poliprenil difosfat sintaza ((2Z,6E)-farnezil difosfat specifična)
Trans,policis-poliprenil difosfat sintaza (-farnezil difosfat specifična) (EC 2.5.1.88, Trans,polycis-polyprenyl diphosphate synthase ((2Z,6E)-farnesyl diphosphate specific)) je enzim sa sistematskim imenom (2Z,6E)-farnezil-difosfat:izopentenil-difosfat cistransferaza (dodaje 9--11 izopentenilnih jedinica). Ovaj enzim katalizuje sledeću hemijsku reakciju
(2Z,6E)-farnezil difosfat + n izopentenil difosfat {\displaystyle \rightleftharpoons } n difosfat + trans,policis-poliprenil difosfat (n = 9--11)
Ovaj enzim je najaktivniji na (2Z,6E)-farnezil difosfatu.

## Literatura
- Nicholas C. Price; Lewis Stevens (1999). Fundamentals of Enzymology: The Cell and Molecular Biology of Catalytic Proteins (Third изд.). USA: Oxford University Press. ISBN 019850229X.
- Eric J. Toone (2006). Advances in Enzymology and Related Areas of Molecular Biology, Protein Evolution (Volume 75 изд.). Wiley-Interscience. ISBN 0471205036.
- Branden C; Tooze J. Introduction to Protein Structure. New York, NY: Garland Publishing. ISBN 0-8153-2305-0.
- Irwin H. Segel. Enzyme Kinetics: Behavior and Analysis of Rapid Equilibrium and Steady-State Enzyme Systems (Book 44 изд.). Wiley Classics Library. ISBN 0471303097.

## Spoljašnje veze
- Trans,polycis-polyprenyl+diphosphate+synthase+((2Z,6E)-farnesyl+diphosphate+specific) на 